# Pseudosericania
Pseudosericania är ett släkte av skalbaggar. Pseudosericania ingår i familjen Melolonthidae.
Kladogram enligt Catalogue of Life:
| Pseudosericania | \| \| Pseudosericania gibbiventris \| \| \| \| \| \| Pseudosericania makiharai \| \| \| \| |
|                 | \| \| Pseudosericania gibbiventris \| \| \| \| \| \| Pseudosericania makiharai \| \| \| \| |
|                 | Pseudosericania gibbiventris                                                               |
|                 |                                                                                            |
|                 | Pseudosericania makiharai                                                                  |
|                 |                                                                                            |